# Aller (flod)
 For alternative betydninger, se Aller. (Se også artikler, som begynder med Aller)
Aller er en flod der løber gennem  delstaterne Sachsen-Anhalt og Niedersachsen i Tyskland og er en biflod til  Weser fra højre med en længde på 263 km. Den har sit udspring nær Magdeburg i Sachsen-Anhalt. Herfra løber den mod nordvest ind i Niedersachsen, hvor det meste af dens løb er.
Vigtige byer langs Aller er blandt andre Wolfsburg, Gifhorn, Celle og Verden. Et par kilometer vest for Verden munder Aller ud i Weser. 
Blandt Allers bifloder er Oker og Leine.